# One Night in with Hope and More Vol. 2
| Recensione         | Giudizio |
| ------------------ | -------- |
| All About Jazz (1) |          |
| All About Jazz (2) |          |
| Orkester Journalen |          |

One Night in with Hope and More Vol. 2 è l’ottavo album in studio del gruppo musicale italiano Roberto Magris Trio, pubblicato nel 2013.

## Descrizione
L'album, registrato nei Chapman Recording Studio di Lenexa, nel Kansas, il 15 dicembre 2009 e 1 novembre 2010, è stato pubblicato in formato CD dalla casa discografica JMood di Kansas City. È il primo volume dedicato a Elmo Hope e ai pianisti del periodo bebop e post bebop, commissionato a Roberto Magris da Paul Collins, produttore della JMood, assieme all’album Aliens in a Bebop Planet, in omaggio a Kansas City, città che è sede dell'American Jazz Museum e che ha dato i natali a Charlie Parker, Jay McShann, Mary Lou Williams e altre figure storiche del jazz.

## Tracce
1. Third World – 5:21 (Herbie Nichols)
2. Young and Foolish – 8:50 (Albert Hague)
3. Makanda – 5:04 (Roberto Magris)
4. Dianna – 4:45 (Ken McIntyre)
5. Mal Waldron’s Dreams – 6:24 (Roberto Magris)
6. Little Susan – 3:42 (Randy Weston)
7. Theme from the "Odd Couple" – 6:35 (Neal Hefti)
8. Burbank Turnaround – 4:25 (Roberto Magris)
9. I Can’t Give You Anything But Love – 5:28 (Fields/McHugh)
10. Possessed Me (Bonus track) – 7:56 (Roberto Magris)
11. Audio Notebook – 4:25

## Musicisti
- Roberto Magris – pianoforte
- Elisa Pruett – contrabbasso
- Brian Steever – batteria, nei brani Young and Foolish, Makanda, Dianna e Little Susan
- Albert Heath – batteria, nei brani Third World, Mal Waldron’s Dreams, Theme from the "Odd Couple", Burbank Turnaround e I Can’t Give You Anything But Love
- Paul Carr – sassofono tenore, nel brano Possessed Me
- Roberto Magris – pianoforte, nel brano Possessed Me
- Elisa Pruett – contrabbasso, nel brano Possessed Me
- Idris Muhammad – batteria, nel brano Possessed Me